# Юдин, Владислав Юрьевич
Владислав Юрьевич Юдин (род. 23 мая 1974, Дмитров, Дмитровский район, РСФСР, СССР) — российский политический и общественный деятель, глава городского округа Долгопрудный Московской области (с 2020 по 2024 гг.). Ранее занимал должность главы Талдомского района Московской области, избирался депутатом Московской областной думы. 12 сентября 2024 был арестован по обвинению в коррупции.

## Биография
Владислав Юрьевич Юдин родился 23 мая 1974 года в городе Дмитрове Московской области.
Окончил Российский государственный гуманитарный университет. В 2011 году прошел обучение по президентской программе подготовки управленческих кадров в Российской академии народного хозяйства и государственной службы при президенте РФ.

### Политическая деятельность
В 2005 году в статусе самовыдвиженца избирается в Совет депутатов городского поселения[уточнить] Дмитров, в 2009 году — избран на второй срок.
В 2011 году избран депутатом Московской областной Думы V созыва по одномандатному избирательному округу № 2. В Мособлдуме занимал пост заместителя председателя комитета по вопросам строительства, архитектуры, жилищно-коммунального хозяйства и энергетики.
В марте 2014 года был назначен исполняющим обязанности главы Талдомского района после отставки справоросса Александра Роньшина. Решение последовало за рабочим визитом губернатора Московской области Андрея Юрьевича Воробьёва в Талдомский район в феврале того же года.
30 мая 2014 года одержал победу на досрочных выборах главы Талдомского муниципального района с результатом в 59,98 % голосов.
На посту главы района стал инициатором обсуждения вопроса об объединении поселений в городской округ, что фактически означало преобразование района в округ.
В связи с его инициативой советы депутатов объявили о публичных слушаниях в каждом из поселений, что соответствует ФЗ №131 "Об общих принципах организации местного самоуправления в Российской Федерации". Согласно результатам слушаний, все поселения поддержали инициативу главы. Однако слушания в двух самых крупных - Талдоме и Запрудне - сопровождались противоречиями. Так, в Талдоме для обсуждения советом депутатов вопроса о назначении публичных слушаний созвали экстренное заседание, на котором юридических оснований для проведения заседания не было, а его открытие и избрание временного председателя совета депутатов было незаконно, т. к. шло вразрез с регламентом проведения заседаний. В Запрудне слушания были назначены на 18 декабря 2016 года, на которых большинством голосов жителей было вынесено определение для последующего решения совета депутатов городского поселения Запрудня об отказе от объединения.
Администрацией Талдомского муниципального района в связи с протестной настроенностью жителей и властей Запрудни в отношении инициативы Юдина начала проводиться кампания по дезинформации, в ходе которой на официальном сайте талдомской администрации размещались призывы Юдина "не поддаваться широко тиражируемой ложной информации, лоббированию личных интересов со стороны узких политических групп", а после публичных слушаний в Запрудне разместили текст с обвинениями в несостоятельности проектов поселковых властей и отсутствии убедительной аргументации от противников округа, хотя в выступлениях граждан наблюдалось совершенно обратное.
После этих событий и отказа от объединения ситуация более-менее успокоилась, на территории Талдомского района годом позже прошли выборы в поселениях.
Однако 17 мая 2018 года районный совет депутатов неожиданно, в нарушение пункта 3 статьи 13 ФЗ №131 "Об общих принципах организации местного самоуправления в Российской Федерации", на заседании принял решение №24, в котором говорилось о "соглашении" на объединение; в решении не учли мнение жителей городского поселения Запрудня.
Администрация городского поселения Запрудня выступила категорически против незаконных действий главы района Юдина и совета депутатов Талдомского района и направила исковые заявления и официальные обращения различным должностным лицам с просьбой проверить законность действий районных властей.
Несмотря на все обращения жителей, их позицию по вопросу объединения, Московская областная дума приняла закон об объединении Талдомского района в округ. 
В 2018 году советом депутатов был назначен главой вновь образованного Талдомского городского округа, так как в соответствии с уставом округа глава не избирается прямыми выборами, а назначается посредством голосования депутатов.
С 31 июля 2020 года решением губернатора Московской области Андрея Юрьевича Воробьёва был назначен врио главы городского округа Долгопрудный. 3 сентября 2020 года на внеочередном заседании городского совета депутатов был избран главой городского округа Долгопрудный.

### Общественная деятельность
В 2003 году основал предприятие «Эко-Жилком», специализирующееся на утилизации и вывозе ТБО.
С 2005 года вокруг компании «Эко-Жилком» начало формироваться волонтерское экологическое движение. Изначально деятельность волонтеров распространялась на пределы Дмитровского и Талдомского районов, а также наукограда Дубна Московской области, однако в 2012 году было учреждено Общероссийское экологическое движение «За чистую Родину!», функционирующее в 57 субъектах РФ. Волонтеры движения регулярно проводят субботники, борются с несанкционированными свалками, проводят разъяснительно-воспитательную работу с населением. Так, в качестве лидера движения, Юдин проводил встречи-уроки со старшеклассниками школ Дмитрова, Дубны и Талдома, вел цикл передач «Высшая школа экологии» на радиостанции «Эхо Москвы».

## Личная жизнь
Женат, четверо детей. Увлекается карате и большим теннисом.

## Награды
- 2009 г. — Почётный знак Московской областной Думы «За трудовую доблесть»;
- 2010 г. — Знак Губернатора Московской области «Благодарю»;
- 2013 г. — Знак Губернатора Московской области «За вклад в развитие Московской области»;
- 2015 г. — Благодарность Правительства Российской Федерации;
- 2015 г. — Почётная грамота Федерального архивного агентства;
- 2015 г. — Медаль Московской епархии русской православной церкви «За жертвенные труды» III степени;
- 2017 г. — Медаль «За труды в проведении Всероссийской сельскохозяйственной переписи»;
- 2018 г. — Почётная грамота Главного архивного управления Московской области;
- 2019 г. — Знак «За заслуги перед Московской областью» III степени;
- 2021 г. — Знак отличия главы городского округа Долгопрудный «За вклад в развитие городского округа Долгопрудный Московской области»;
- 2021 г. — Благодарность Губернатора Московской области;
- 2021 г. — Грамота Сергиево–Посадской и Дмитровской Епархий;
- 2021 г. — Благодарность Ректора МФТИ «За достойный вклад в формирование облика города Долгопрудный и сохранения историко – культурного наследия МФТИ»;
- 2023 г. — Медаль ордена «За заслуги перед Отечеством» II степени – за достигнутые трудовые успехи и многолетнюю добросовестную работу[21].